# Jérémie Moreau
Jérémie Moreau   (Champigny-sur-Marne, 17 de març de 1987) és un autor de còmics francès. També és dissenyador de personatges i il·lustrador.

## Biografia
Jérémie Moreau va néixer l'any 1987 a Champigny-sur-Marne. Viu en "Un petit poblet" dels Alts Alps. Des dels vuit anys, participava cada any al Premi Escolar de Còmics del Festival Internacional de Còmics d'Angulema, que el va motivar i va reforçar el seu desig de seguir la seva carrera com a il·lustrador i dissenyador. Va guanyar el premi el 2005.
Després va començar la seva formació a l'Escola d'Art i Disseny de Toulon Provence Méditerranée, que va abandonar després d'un trimestre, i després va estudiar a Gobelins, en disseny de pel·lícules d'animació. Aquesta experiència li va permetre descobrir un dibuix més dinàmic i expressiu.

### Del 2012 al 2019

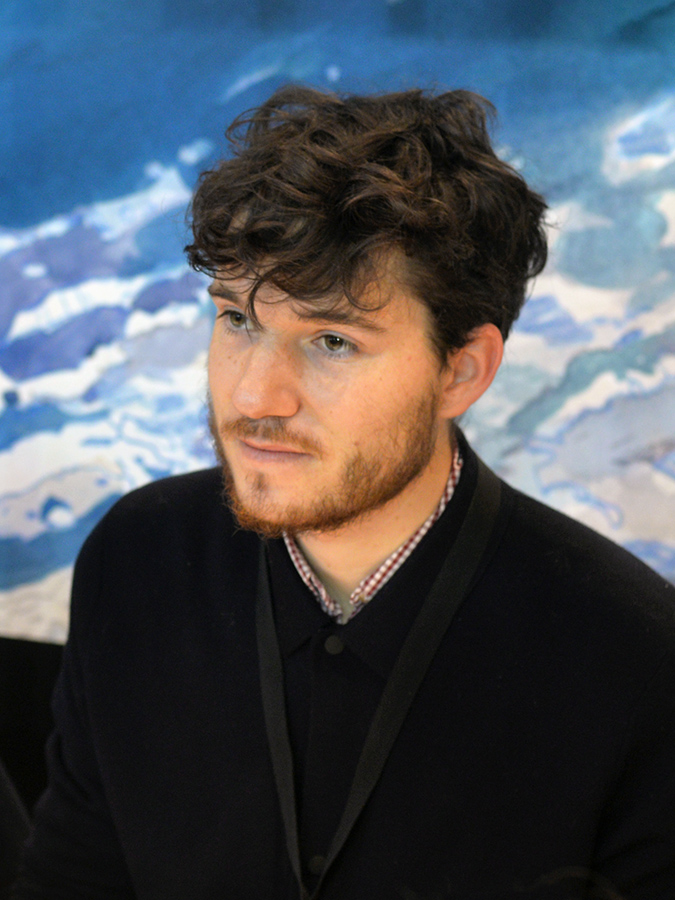
Jérémie Moreau al Festival d'Angoulême 2016.

Jérémie Moreau va rebre el Premi de Joves Talents al Festival d'Angoulême el 2012 i Wilfrid Lupano es va posar en contacte amb ell. De la seva col·laboració va sorgir El mico de Hartlepool. Alhora, treballa en cinema d'animació, com character designer (Gru 2, el meu dolent preferit i Lorax: A la recerca de la trúfula perduda). Després va continuar la seva carrera en solitari escrivint les seves pròpies històries  (Max Winson, The Grimr Saga) i adaptant la novel·la Storm at the Stud amb Chris Donner. El 2018, va rebre el Fauve d'or del Festival Internacional de Còmics d'Angulema pel seu àlbum La Saga de Grimr.
El seu àlbum Penss and the Folds of the World es va publicar el 2019. "un conte filosòfic del Neolític, on el seu heroi veu el món com una llavor". segons Télérama. Jérémie Moreau ho explica a Télérama durant la publicació:
| «                 | La idea va néixer durant unes excursions al Vercors. Vaig passar dies a la natura sense rastres de civilització, s'assemblava al que van veure els primers homes. Pel camí, vaig acabar intentant posar-me dins dels seus caps, vaig intentar imaginar què podrien pensar quan veiessin un arbre, quina representació tenien del món. | » |
| — Jérémie Moreau, | |   |

### Des del 2020
El 2020 va publicar Le Discours de la panthère (edició de 2024). Va dir a Télérama quan va sortir l'àlbum
| «                 | No pensava que faria una tira còmica filosòfica, parlant de solitud, memòria, bellesa... Aquests temes van sorgir sols, amb els personatges. Georges Brassens va dir que l'amor, l'amistat i la mort eren els tres temes fonamentals i que, en definitiva, tot girava al seu voltant. Després, llegeixo llibres regularment o faig cursos de filosofia; és un camp que m'interessa. Però odio les històries amb una moral maniquea imposada al final. Per això sovint torno fins al final! | » |
| — Jérémie Moreau, | |   |

Per a Télérama:
| « | En sis novel·les gràfiques, l'autor compara diferents perspectives del món i fa les preguntes adequades. […] Humanista i obert als debats contemporanis sobre idees, des del col·lapsologia fins a l'alteritat, incloent-hi l'antiespecisme, Moreau té el talent d'infondre-les als personatges i a les situacions, sense forçar mai el punt ni ser didàctic, en la millor tradició dels contes. | » |

Les Pizzlys es publica el 2022, àlbum en què , segons Télérama. "Representa una família parisenca en dificultats, agafada pel coll per una generosa dona nativa americana, que els porta a Alaska".

El 2023 va publicar La chambre de Warren, el seu primer àlbum infantil, que inaugura la col·lecció que dirigeix a les edicions Albin Michel jeunesse «Ronces». Bardisse». Segons Sophie Van der Linden
| «                       | Jérémie Moreau porta els seus lectors a una veritable ecologia del còmic segons la concepció de Jean-Christophe Cavallin, a qui ret homenatge. Gran lector d'antropologia, de Philippe Descola o Nastassja Martin, de la filosofia de Bruno Latour, Jérémie Moreau inculca de fet a la literatura infantil models intel·lectuals que fins aleshores havien romàs a les seves portes. | » |
| — Sophie Van der Linden | |   |

 Per a Télérama, l'obra és: Un conte ecològic imbuït d'esperança i dolçor davant l'ecoansietat.
El 2024 es va publicar el seu còmic Alyte. Per a Télérama, l'obra és: Presenta una llevadora gripau que porta els seus ous [i] ofereix una faula d'animals fluida i profunda, amb colors vibrants i una posada en escena que de vegades és contemplativa, de vegades ultradinàmica. […] L'autor continua la seva recerca d'una nova estètica ecològica.
Per La revue des livres pour enfants: En una bonica banda sonora gràfica amb colors vius, l'autor dóna veu als animals per enfrontar-nos a la nostra invasió destructiva del planeta.
El 2025, va obtenir per aquesta tira còmica Alyte un “Menció» al Premi Internacional BolognaRagazzi, a la Fira del Llibre Infantil de Bolonya, en la categoria de Còmics de Grau Mitjà.

## Estil
Entre les seves influències, Jérémie Moreau considera Franquin, però també la poesia de Gus Bofa, la productivitat de Tezuka o la bellesa de Winsor McCay. Ell va manifestar: La meva passió per Winsor McCay mai ha cessat.

Pel que fa a la seva relació amb els còmics, va respondre a Télérama el 2022:
| « | Rêve. Rêve d’enfant. Maintenant rêve d’adulte. C’est mon espace de liberté absolue. Mon médium artistique favori car c’est un des arts les plus libres. Et je ne suis pas du tout un auteur qui créé dans la douleur, la création est synonyme de joie, de puissance, presque de mégalomanie. | » |

## Premis i distincions

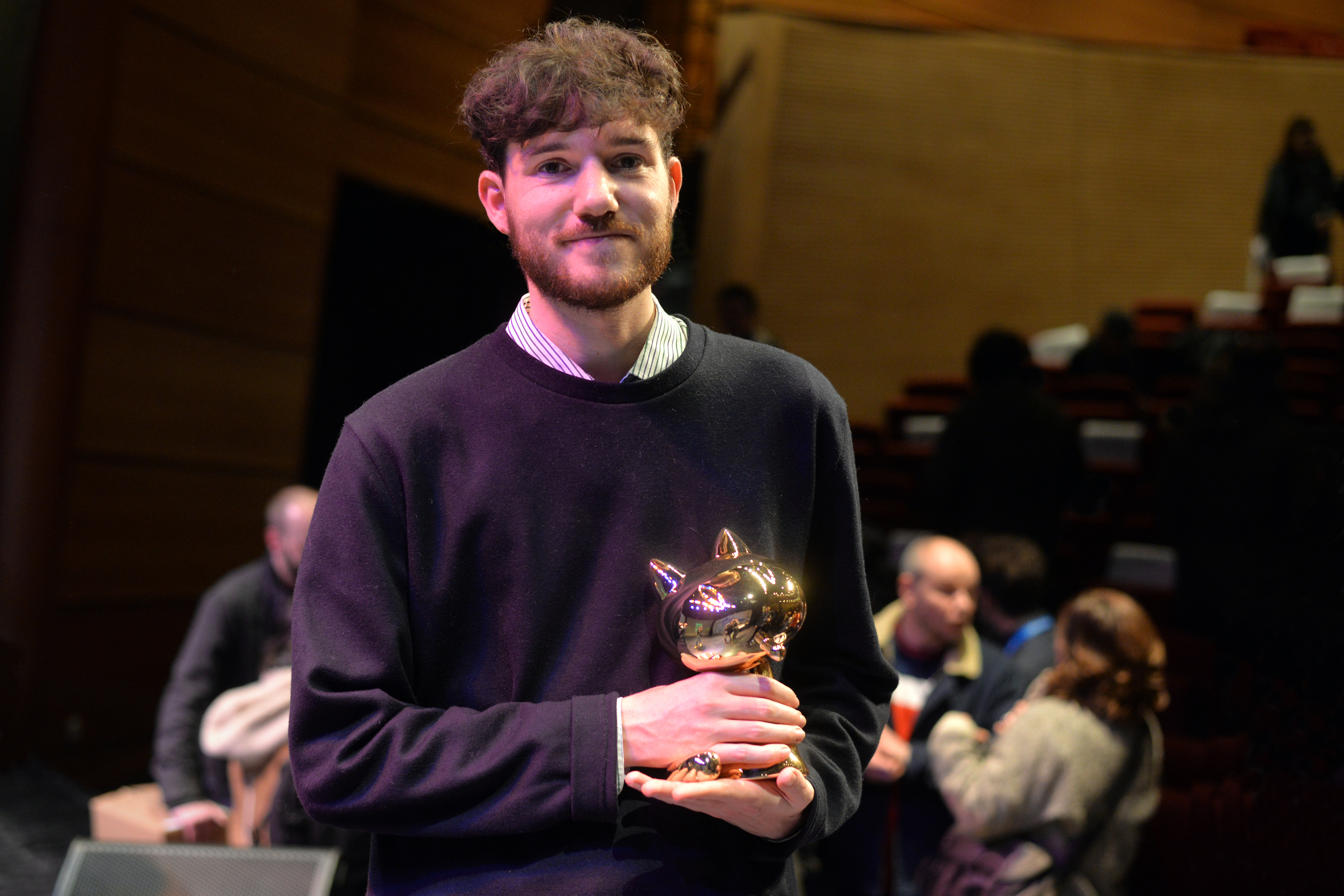
Jérémie Moreau amb el seu Fauve d'Or durant la cerimònia de lliurament de premis al Festival d'Angulema 2018.

- 2005 Premi de Còmics Escolars al Festival Internacional de Còmics d'Angulema
- 2012 Premi de joves talents al festival d'Angulema.[3]
- 2013:
  - Premi dels venedors de còmics per El mico de Hartlepool (amb Wilfrid Lupano)
  - Premi Château de Cheverny de còmic històric per El mico de Hartlepool (amb Wilfrid Lupano)
  - Premi al millor còmic en llengua francesa al Festival d'Angoulême: l'elecció polonesa per a El mico de Hartlepool (amb Wilfrid Lupano)[15]
- 2018: Golden Fauve per a The Grimr Saga.
- 2019: Finalista del Prix Bédélys en la categoria de millors còmics fora del Quebec en francès per Penss et les plis du monde.
- 2021:
  - Selecció per al Grand Prix de la Critiques[16] per El discurs de la pantera
  -  Premi BolognaRagazzi, categoria Còmics - Juvenil,[17] Fira del Llibre Infantil de Bolonya per El discurs de la pantera.
- 2025: Menció Premi BolognaRagazzi, categoria de Grau Mitjà de Còmics, Fira del Llibre Infantil de Bolonya, per Alyte.